# Кирцова, Алёна
Алёна Кирцо́ва (полное имя Елена Валентиновна Кирцова, род. 24 января 1954, Баренцбург, Шпицберген) — российский художник-живописец.

## Биография
Алёна Кирцова родилась 24 января 1954 года в посёлке Баренцбург на острове Шпицберген в семье журналиста-международника и дипломата.
С 1972 года по 1975 год училась в частной школе художника Василия Ситникова в Москве.
С 1977 года участвует в выставках.
В 1979 году стала обладательницей «сертификата о владении душой Энди Уорхола», выкупив его на художественном аукционе (Уорхол «продал свою душу» в качестве перформанса).
В 1986 г. — один из учредителей и член творческого объединения «Эрмитаж».
В 1993 стала соучредительницей фонда «Утопия»
В 2009 г. награждена дипломом I степени за лучший художественный проект на 8-й Красноярской музейной биеннале «Даль».
В 2024 г. награждена серебряной медалью Российской академии художеств.
Сын — Прозоров Давид Александрович, художник.
Муж — Аввакумов Юрий Игоревич — художник, архитектор, куратор, дизайнер, публицист.

## Собрания и выставки

### Коллекции
Работы находятся в публичных коллекциях:
- Русском музее (Санкт-Петербург);
- Третьяковской галерее (Москва);
- Государственном центре современного искусства ГЦСИ (Москва);
- Государственном музейно-выставочном центре «РОСИЗО» (Москва);
- фонде Stella Art Foundation (Москва);
- Новосибирском государственном художественном музее (Новосибирск);
- Красноярском музейном центре (Красноярск);
- Музее Соломона Гуггенхайма (Нью-Йорк, США);
- Галерее искусства Коркоран (Вашингтон, США);
- Музее Зиммерли (Ратгерский университет, Нью-Брансуик, США);
- Музее современного искусства в Авиньоне (Франция);
- Alberto Sandretti Foundation (Милан, Италия);
- в коллекции «Газпромбанка» (Москва);
- в коллекции «Дойче-банка» (Москва);
- в коллекции Леонида Талочкина;
- в коллекции Михаила Алшибая, Москва.

### Персональные выставки
- 1990 — «Алёна Кирцова», Московский государственный университет;
- 1991 — «Алёна Кирцова», Первая галерея, Москва;
- 1991 — «Стены и лестницы» (совместно с Юрием Аввакумовым), Государственный музей архитектуры, Москва.
- 1994 — «Алёна Кирцова», Государственный Русский музей, Санкт-Петербург (каталог).
- 1996 — Frankfurt Aufenthalte (совместно с Гией Ригвавой), Галерея кармелиток, Франкфурт-на-Майне, ФРГ (каталог).
- 1996 — «Красное вино — зелёная трава». Галерея «Розы Азоры», Москва.
- 2002 — «Ретроспектива», Московский центр искусств.
- 2006—2007 — «Справочник по цвету». Stella Art Foundation, Москва[9].
- 2010 — «Север», Stella Art Foundation, Москва[10];
- 2010 — «Вещество», Московский музей современного искусства.
- 2014 — «Серая шкала», Stella Art Foundation, Москва[11].
- 2016 — «ВхШхГ», Totibadze Gallery, Москва[12].
- 2019—2020 — «Геометризмы. 1950-е-2010-е», Новая Третьяковка, Москва.
- 2022 — «Водораздел», Е. К. АртБюро, Москва.
- 2024 — «Пигмент. Краска. Цвет.», галерея «Система», Москва.

## Рецензии

### О творчестве
Отраслевая газета The Art Newspaper характеризует творчество художницы так: «искусство Алены Кирцовой отличает тонкая двойственность: в лаконичных абстракциях угадываются виды ночного города, фрагменты интерьера, пейзаж».
Майкл Гован, директор Музея искусств округа Лос-Анджелес: «Как моментальная вспышка фотографа, разрывающая время на „до“ и „после“, искусство Кирцовой вызывает у зрителя переживание мгновенной связи, которая неожиданно и молниеносно преображает наше восприятие простой краски в ИСКУССТВО, или органическое продолжение художественного опыта в ЖИЗНЬ».
Валерий Турчин, искусствовед, историк искусства: «В творчестве Але‌ны Кирцовой есть ассоциативное восприятие реальной среды: город, интерьер, ландшафт. Пути искусства тут идут или в сторону эстетической „игры“ в слаженную систему, или к „молчанию“ большеформатных холстов. Так как ни одна система не исчерпана до конца, то она является открытой; здесь много значит личный опыт — он сторониться всех систем и обязательности. В конечном итоге, стоит, обобщая, сказать, что в живописи Кирцовой преобладает инстинкт, который создае‌т свои „миры“ и разрушает их, чтобы снова двигаться вперёд…».
Ганс-Питер Ризе, журналист, искусствовед и куратор: «Ни в одной из её картин нет даже намека на попытку добиться эффектности. Напротив, они создают ощущение — так и хочется сказать: как у старых мастеров, — добротно сделанных работ. Но это только технический аспект современного сознания, отражённый в этих картинах. То, что идет ещё дальше и составляет подлинно новое в этих произведениях искусства, — это почти спонтанное включение бытия во всей его сложности».
Михаил Сидлин, арт-критик, куратор, историк фотографии: «Але‌на Кирцова относится к цвету синэстетически. Каждый колер обладает для неё‌ своим вкусом, и свои полотна она выстраивает, исходя из этого, органического, понимания цвета как основной движущеий силы изображения. При этом их нельзя охарактеризовать как абстракцию в строгом смысле слова. Сама она признае‌т свои‌ метод „абстрагированием реальности“. Её‌ нельзя назвать „беспредметником“, потому что в основе каждого изображения лежит предмет, доведе‌нный до обобщённой формы».
Василий Ракитин, искусствовед, исследователь русского авангарда: «Кирцова ищет баланс между идеальным представлением об объекте (картина, рельеф, лист) и непосредственным впечатлением. Сделать замкнутую в самой себе структуру архитектонически точно не легко. Так же как перевести и растворить реальный пейзаж в цветовом поле. Или найти свой свет и свой воздух. Идти от общего к своему. К своей ясности и тишине. К насыщенной сконцентрированной простоте формы. Отстранённой и живой».
Александр Боровский, искусствовед, куратор, Государственного Русского музея: «Думаю, Кирцову не интересуют особо физические характеристики камня — структура, вес и прочее. Скорее — пространство погружения: психофизического преодоления… Объектом является некое вполне физическое многослойное вещество, максимально приближенное к зрителю. Макроувеличение предполагает не отображение, вообще не миметику, а какой-то другой контакт, не только оптический, связанный с опознаванием, но и физический, телесный».

### О выставках
О персональной выставке «Вещество» в Московском музее современного искусства в 2010 году: «Цельная, красивая, логичная, демократичная и одновременно привлекательная для любителей тихих изысков. Ещё это вполне трогательная, нежная выставка. Хочется сказать — женственная» (Ольга Кабанова, журнал «Art Хроника»).
О персональной выставке «Север» в 2010 году: «…кажется, что Кирцова пишет мало и коротко не из предпочтения беспредметного сюжетному, не потому, что хочет быть современной или следовать заветам европейских минималистов или американских абстракционистов, а из-за почти болезненной чувствительности и восприимчивости, особенно к цвету. Из преклонения перед абсолютным совершенством и грандиозностью цветовой палитры природного мира» (Ольга Кабанова, «Ведомости»). «Видно, что глаз художницы, родившейся на острове Шпицберген, особо чувствителен к этой наспех прикрытой лишайниками и облаками первозданной наготе Севера. И ещё видно, что её так называемый минимализм сугубо органической и вовсе не западнической, а почвеннической, русско-авангардной этиологии» (Анна Толстова, «Коммерсантъ»).
О персональной выставке «Ретроспектива» на Неглинной в 2002 году: «Прочитав подписи на этикетках, обнаруживаешь, что эти как будто пустые картины — никакие не абстракции, а самый что ни на есть реализм…» (Милена Орлова, «Коммерсантъ»).